# آندری بایوک
آندری بایوک (انگلیسی: Andrej Bajuk؛ ۱۸ اکتبر ۱۹۴۳ – ۱۶ اوت ۲۰۱۱) یک اقتصاددان و سیاست‌مدار اهل اسلوونی و از ژوئن تا نوامبر ۲۰۰۰ نخست‌وزیر این کشور بود.
وی همچنین از سال ۲۰۰۴ تا ۲۰۰۸ سمت وزیر دارایی را در کابینه یانز یانشا بر عهده داشت.